# Костов, Любен
Любен Костов (болг. Любен Костов; род. 8 марта 1935, Варна, Болгария) — болгарский футболист, нападающий.

## Клубная карьера
Дебютировал в футболе в составе ФК «Черно море» 6 мая 1955 года в первом матче сезона. В 1959 году клуб был выведен из серии «А». После обвинения Костов был отпущен из клуба и перешёл в «Спартак» (Варна). Костов стал финалистом Кубка страны 1961 года в составе «Спартака».
Любен Костов завершил карьеру в 27 лет, после окончания сезона 1961—1962. Всего на профессиональном уровне отыграл 121 официальный матч и стал автором 39 голов.

## Карьера в сборной
В 1960—1961 годах Любен Костов выступал за национальную сборную Болгарии, в составе которой провёл 4 матча и забил 1 год.